# Univerzita v Palencii
Univerzita v Palencii či Palencijská univerzita (španělsky Universidad de Palencia) je někdejší univerzitní instituce ve španělské Palencii.

## Historie
Existovala v letech 1212-1250 a byla první univerzitou v zemi a po Boloňské univerzitě (založená v roce 1088), pařížské Sorbonně (1160), univerzitě v Oxfordu (1167) a univerzitě v Cambridgi (1209) pátá nejstarší univerzita v Evropě. Není však jisté, zda zařízení v Palencii již bylo skutečnou samosprávnou univerzitou. 
Dnes je v Palencii univerzitní kampus Valladolidské univerzity.
Od roku 1208  dostávali profesoři katedrální školy v Palencii plat od kastilského krále Alfonse VIII. Tato privilegia byla rozšířena papežskou listinou z roku 1212. Až do roku 1250 zde byl udělován titul v oboru svobodných umění a teologie. Královská přízeň se však obrátila k univerzitě v Salamance založené v roce 1218.  Univerzita v Palencii následně ukončila svou činnost a profesoři odešli, většinou do Salamanky.